# Cyperus diffusus
Cyperus diffusus là loài thực vật có hoa trong họ Cói. Loài này được Vahl mô tả khoa học đầu tiên năm 1805.

## Hình ảnh

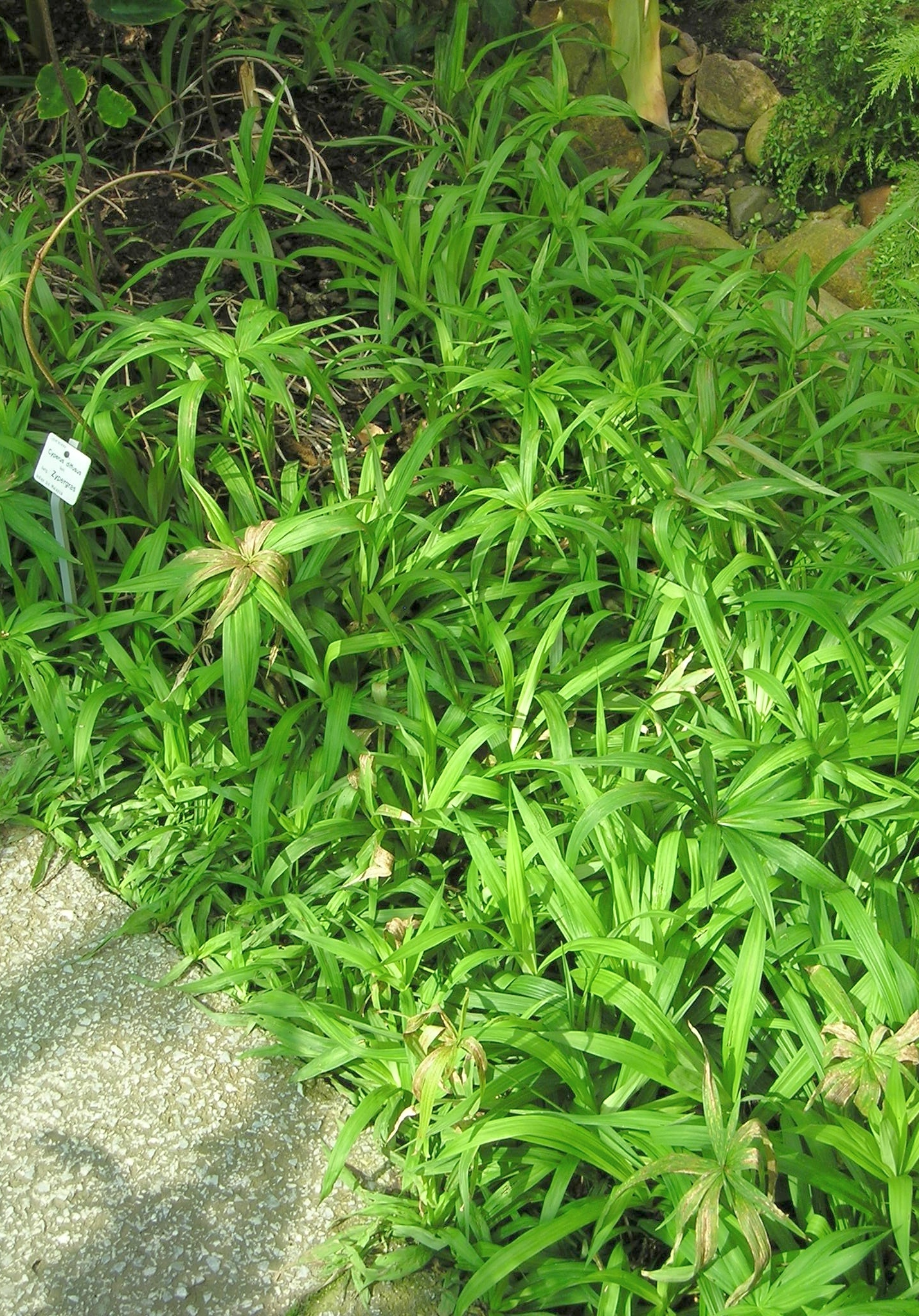